# Hemilepistus rhinoceros
Hemilepistus rhinoceros is een pissebed uit de familie Trachelipodidae. De wetenschappelijke naam van de soort is voor het eerst geldig gepubliceerd in 1958 door Borutzkii.